# Cotesia geometricae
Cotesia geometricae är en stekelart som beskrevs av Austin 2000. Cotesia geometricae ingår i släktet Cotesia och familjen bracksteklar. Inga underarter finns listade i Catalogue of Life.